# Patrick Cammaert
Patrick Cammaert (Alkmaar, 11 april 1950) is een Nederlandse generaal-majoor b.d. van het Korps mariniers die in diverse vredesmissies leiding heeft gegeven.
Patrick Cammaert trad in 1968 in dienst bij de Koninklijke Marine en werd in 1971 benoemd tot officier bij het Korps Mariniers. Hij vervulde diverse functies bij de Koninklijke Marine. Van 1979 tot 1981 was hij in het Verenigd Koninkrijk gestationeerd.
In 1992-1993 was Cammaert een half jaar commandant van het Nederlandse bataljon Mariniers in Cambodja en in 1995 was hij 'assistant chief of staff' van de multinationale UNPROFOR-brigade in Bosnië, waar hij opereerde vanuit het vooruitgeschoven hoofdkwartier van UNPROFOR op de berg Igman.
Sinds mei 1998 was hij chef-staf van de Commandant van het Korps Mariniers.
Op 17 december 1999 nam hij het commando van de multinationale Stand-by Forces High Readiness Brigade (SHIRBRIG) van de VN over van de Deense brigadegeneraal F. Saermark-Thomsen. Bij die gelegenheid werd hij bevorderd tot Brigadegeneraal der mariniers. De SHIRBRIG werd vanaf november 2000 voor zes maanden ingezet in een VN-vredesmissie in Ethiopië en Eritrea (UNMEE). Vanaf oktober 2000 was Patrick Cammaert de Force Commander van deze VN-missie. Zijn uitzendtermijn zou eigenlijk na een jaar aflopen, maar is toen op verzoek van de VN nog tot 31 oktober 2002 verlengd.
In de beginperiode van die vredesmissie zaten er 1250 Nederlandse militairen in UNMEE. UNMEE wist in juli 2001 letterlijk een brug te slaan tussen Ethiopië en Eritrea, toen zij een door Nederland geschonken baileybrug aanlegde over de grensrivier Mereb.
Op 1 november 2002 werd hij militair adviseur voor vredesmissies van de Verenigde Naties. Hij was de hoogste militair binnen de VN en de eerste adviseur van Secretaris-Generaal Kofi Annan.
Met ingang van 1 februari 2005 werd hij commandant van de oostelijke divisie van de VN-missie in Congo (Mission de l' Organisation des Nations Unies en République démocratique du Congo, (MONUC, thans MONUSCO)). Deze divisie met een centraal hoofdkwartier in Kinshasa beschikt over ruim 15.000 militairen en moet de stabiliteit en de veiligheid bewaren in het gebied Ituri (provincie Orientale) en de provincies Noord- en Zuid-Kivu en Katanga, in het oosten van de Congo, waar de Congolese Burgeroorlog al miljoenen slachtoffers heeft geëist.
In Ituri bevinden zich diverse milities van etnische groepen die elkaar bestrijden. In Kivu bevinden zich nog tienduizenden Hutu's uit onder meer Rwanda. Katanga heeft een grote rijkdommen in de vorm van mineralen, ertsen en diamantmijnen waar diverse omliggende landen hun voordeel mee trachten te doen.
Op 1 april 2007 heeft Patrick Cammaert de actieve dienst verlaten.
Op 9 oktober 2008 werd hij onderscheiden met de Carnegie Wateler Vredesprijs voor zijn verdiensten voor de internationale vrede.
In december 2009 werd Cammaert benoemd tot VN-gezant ter bestrijding van seksueel geweld in conflictgebieden en in augustus 2016 tot hoofd van de VN-onderzoekscommissie in Zuid-Sudan.
Begin 2016 leidde Cammaert een onderzoek van het hoofdkwartier naar de omstandigheden van de botsingen op 17-18 februari tijdens de VS-missie (UNMISS) ter bescherming van civiele nederzettingen in Malakal, Zuid-Soedan. 
Later dat jaar werd hij door VN-secretaris-generaal Ban Ki-moon aangesteld om een onafhankelijk onderzoek te leiden naar het geweld in Djoeba, hoofdstad van Zuid-Soedan, in juli 2016, alsmede naar het antwoord daarop van UNMISS. 
Op 22 december 2018 startte Cammaert met het leiden van de monitoringsmissie om toe te zien op de door de VN bemiddelde wapenstilstand en hergroepering van strijdgroepen in de stad Hodeida, Jemen. 
Op 17 januari 2019 werd Cammaert's konvooi - naar verluidt - beschoten door onbekende aanvallers, maar Cammaert bleef ongeschonden..
Tegen februari 2019 werd zijn rol overgenomen door de Deense generaal-majoor Michael Anker Lollesgaard...